# Alosa del Kordofan
L'alosa del Kordofan (Mirafra cordofanica) és una espècie d'ocell de la família dels alàudids (Alaudidae) que habita zones àrides des del sud de Mauritània, Mali i el Senegal i Gàmbia, cap a l'est, a través del sud de Níger i Txad fins al nord del Sudan.